# Psoralea imbricata
Psoralea imbricata là một loài thực vật có hoa trong họ Đậu. Loài này được (L.f.) T.M.Salter miêu tả khoa học đầu tiên.